# 瑙吉奧塔德

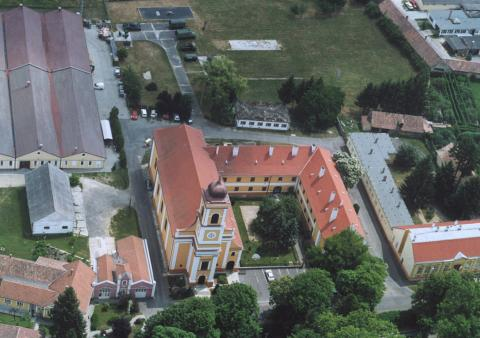

瑙吉奧塔德是匈牙利的城鎮，位於該國西南部，由紹莫吉州負責管轄，面積70.6平方公里，海拔高度131米，2011年人口10,887，其中約七成居民信奉天主教。

## 友好城市
- 羅馬尼亞特尔古-塞奎斯
- 義大利圣维托阿尔塔利亚门托
- 德国努斯洛
- 克里熱夫齊

## 外部連結
- Official web page  （页面存档备份，存于） （匈牙利文）
- Street map （页面存档备份，存于） （匈牙利文）